# ناتئ شبه لقمي
الناتئ شبه اللقمي أو الناتئ اللقمي أو النتوء اللقمي أو الشاخصة اللقمية (بالإنجليزية: condyloid process)‏ أو الناتئ اللقمي أو النتوء اللقمي (بالإنجليزية: condylar process)‏ هو ناتئ موجود على الفك السفلي للبشر وغيرهم من الأنواع، ينتهي بلقمة (مفصل)؛ اللقمة الفكية السفلية. يزيد سُمك الناتئ اللقمي عن سمك الناتئ المنقاري للفك السفلي، ويتكون من جزأين: لقمة، وجزء آخر متقلص لدعمها يُسمى العنق.

## اللقمة
تُمثل اللقمة سطحًا مفصليًا للتمفصل مع القرص المفصلي للمفصل الصدغي الفكي؛ وهي محدبة من الأمام إلى الخلف، ومحدبة من الجانبين أيضًا، ويزيد امتدادها الخلفي عن امتدادها على السطح الأمامي.
يتجه محورها الطويل للجانب الإنسي وإلى الخلف قليلًا، وإذا استطال إلى خط الوسط سيتقابل مع محور اللقمة المقابلة بالقرب من الحافة الأمامية للثقبة العظمى.
ثمة حُديبة صغيرة في النهاية الطرفية للقمة؛ تعمل على الاتصال مع الرباط الصدغي الفكي.
يُغطى السطح المفصلي للقمة بنسيج ليفي، ويُقابل بالقرص المفصلي (أو الهلالي) للنسيج الليفي عديم الأوعية عديم الأعصاب (المكوّن من كولاجين وأرومات ليفية). عندما يُغلق الفم، يتوسع السطح الهلالي للجانب الإنسي وعلويًا عبر الحفرة الحقانية للجزء الصخري من العظم الصدغي. عندما يُفتح الفم لأقصى درجة، يُوزع السطح الهلالي للأمام وللأسفل على طول انحدار الجزء السفلي من العظم الصدغي باتجاه الحديبة، أو النتوء المفصلي، من أجل الحفاظ على موضعها بين اللقمة والعظم الصدغي في مختلف أوضاع الفك.

## العنق
العنق مسطح من الأمام إلى الخلف، ومقوى بنتوءات تنزل من الأجزاء الأمامية للقمة وجوانبها.
السطح الخلفي محدب؛ ينطوي السطح الأمامي على منخفض لاتصال العضلة الجناحية الوحشية.